# Jorge Porras
Jorge Armando Porras (né le 25 décembre 1959 à Medellín en Colombie) est un joueur de football international colombien, qui évoluait au poste de défenseur.

## Biographie

### Carrière en sélection
Avec l'équipe de Colombie, il dispute 20 matchs (pour aucun but inscrit) entre 1980 et 1987. Il figure notamment dans le groupe des sélectionnés lors de la Copa América de 1987.
Il participe également aux JO de 1980. Lors du tournoi olympique il joue trois matchs : contre la Tchécoslovaquie, le Koweït et le Nigeria.

## Palmarès
América Cali
- Championnat de Colombie (3) :
  - Champion : 1983, 1984 et 1985.